# Route nationale 803
Pour les articles homonymes, voir Route 803.
La route nationale 803 ou RN 803 était une route nationale française reliant Barneville-sur-Mer à Carentan. À la suite de la réforme de 1972, elle a été déclassée en RD 903. 

## Ancien tracé de Barneville-sur-Mer à Carentan (D 903)
- Barneville-sur-Mer, carrefour Boudet, (de nos jours, commune fusionnée avec Carteret, nom actuel Barneville-Carteret)
- Saint-Jean-de-la-Rivière
- Portbail
- Bolleville
- La Haye-du-Puits
- Lithaire
- Saint-Jores
- Baupte
- Auvers
- Carentan

De nos jours, une partie de son tracé, entre Barneville-Carteret, rue du Pic Mallet, et Portbail, carrefour d'Ollonde, est reprise par la D 650, route côtière appelée "la route touristique".